# Campeonato de Europa de Clubes de fútbol sala femenino 2018-19
El Campeonato de Europa de Clubes de fútbol sala femenino 2018/19 es la 3ª edición del máximo torneo de clubes de fútbol sala Femenino. 
El torneo empezó el 16 de abril de 2019 y terminó el 19 de abril de 2019 con la final.

## Información de los equipos
| País         | Club                      | Ciudad          | Entrenador/a      |
| ------------ | ------------------------- | --------------- | ----------------- |
| España       | Jimbee Roldán FSF         | Torre Pacheco   | Joaquín Peñaranda |
| Italia       | Kick Off                  | Milán           | Riccardo Russo    |
| Portugal     | SL Benfica                | Lisboa          |                   |
| Polonia      | Poznan                    | Poznan          |                   |
| Países Bajos | TPP Rotterdam             | Róterdam        |                   |
| Ucrania      | Inter Media Service       | Kiev            |                   |
| Rusia        | FS Aurora San Petersburgo | San Petersburgo |                   |
| Croacia      | MNK Alumnus               | Zagreb          |                   |

## Organización

### Sede
El torneo se disputó en la ciudad de San Javier, en el pabellón Príncipe Felipe,  con capacidad para 1.100 espectadores.

## Fase de grupos

### Grupo A
| Equipo              | Pts | PJ | PG | PE | PP | GF | GC |
| ------------------- | --- | -- | -- | -- | -- | -- | -- |
| Kick Off            | 7   | 3  | 2  | 1  | 0  | 14 | 3  |
| SL Benfica          | 7   | 3  | 2  | 1  | 0  | 14 | 2  |
| Inter Media Service | 3   | 3  | 1  | 0  | 2  | 6  | 16 |
| TPP Rotterdam       | 0   | 3  | 0  | 0  | 3  | 4  | 17 |

| 16 de abril de 2019, 18:00 | SL Benfica                                                      | 6:0 (3:0) | TPP Rotterdam | Pabellón Príncipe Felipe, San Javier |  |
|                            | Fifó 2' 35' · Sanheiro 11' · Janice 18' · Raquel Santos 33' 39' | Reporte   |               |                                      |  |

| 16 de abril de 2019, 20:00 | Kick Off                                                                                  | 7:0 (4:0) | Inter Media Service | Pabellón Príncipe Felipe, San Javier |  |
|                            | Debora Vanin 2' 11' · Sofia Vieira 12' 34' · Guti 15' · Monica Fernanda 32' · Plevano 40' | Reporte   |                     |                                      |  |

| 17 de abril de 2019, 17:00 | TPP Rotterdam      | 1:5 (0:3) | Kick Off                                               | Pabellón Príncipe Felipe, San Javier |  |
|                            | Nikki de Roest 28' | Reporte   | Guti 5' 6' · Sofia Vieira 9' · Monica Fernanda 30' 31' |                                      |  |

| 17 de abril de 2019, 19:00 | Inter Media Service | 0:5 (0:3) | SL Benfica                                                              | Pabellón Príncipe Felipe, San Javier |  |
|                            |                     |           | Janice 10' 21' · Sydorenko 15' · Inês Fernandes 16' · Maria Pereira 40' |                                      |  |

| 18 de abril de 2019, 12:00 | Inter Media Service                                                                   | 6:3 (1:2) | TPP Rotterdam                                  | Pabellón Príncipe Felipe, San Javier |  |
|                            | Volovenko 17' · Ibavzeniuk 23' · Klipachenko 25' 34' · Shevchenko 28' · Sydorenko 30' |           | Jennifer Oliveira 15' · Nikki de Roest 19' 24' |                                      |  |

| 18 de abril de 2019, 20:00 | SL Benfica                           | 2:2 (1:1) (0:1 p.)         | Kick Off                    | Pabellón Príncipe Felipe, San Javier |  |
|                            | Fifó 9' · Raquel Santos 27'          |                            | Guti 4' · Sofia Vieira 25'  |                                      |  |
|                            |                                      | Tiros desde el punto penal |                             |                                      |  |
|                            | Sara Ferreira · Fifó · Maria Pereira |                            | Debora Vanin · Sofia Vieira |                                      |  |

### Grupo B
| Equipo                    | Pts | PJ | PG | PE | PP | GF | GC |
| ------------------------- | --- | -- | -- | -- | -- | -- | -- |
| Jimbee Roldán FSF         | 9   | 3  | 3  | 0  | 0  | 16 | 4  |
| FS Aurora San Petersburgo | 6   | 3  | 2  | 0  | 1  | 13 | 4  |
| MNK Alumnus               | 3   | 3  | 1  | 0  | 2  | 4  | 8  |
| Poznan                    | 0   | 3  | 0  | 0  | 3  | 4  | 21 |

| 16 de abril de 2019, 12:00 | Jimbee Roldán FSF                                           | 4:3 (3:2) | FS Aurora San Petersburgo | Pabellón Príncipe Felipe, San Javier |  |
|                            | Mayte Mateo 15' · Clara Rodríguez 19' · Consuelo Campoy 40' | Reporte   | Lebedeva 6' 18' 40'       |                                      |  |

| 16 de abril de 2019, 16:00 | MNK Alumnus                                                                                | 4:3 (2:1) | Poznan                                                    | Pabellón Príncipe Felipe, San Javier |  |
|                            | Helenna Herigonja 10' · Kasia Tarnowska 19' · Marija Zagar 23' · Valentina Stipancevic 27' | Reporte   | Urszula Kowal 18' · Paula Fronckzak 25' · Julia Basta 25' |                                      |  |

| 17 de abril de 2019, 10:00 | Poznan | 0:8 (0:2) | FS Aurora San Petersburgo                                                       | Pabellón Príncipe Felipe, San Javier |  |
|                            |        |           | Nikitina 12' 17' 37' · Semenova 25' · Kovalenko 26' · Tigina 34' · Yukhaeva 37' |                                      |  |

| 17 de abril de 2019, 12:00 | Jimbee Roldán FSF                      | 3:0 (2:0) | MNK Alummnus | Pabellón Príncipe Felipe, San Javier |  |
|                            | Miriam Ruiz 8' 28' · Ángela Górriz 13' |           |              |                                      |  |

| 18 de abril de 2019, 10:00 | FS Aurora San Petersburgo | 2:0 (1:0) | MNK Alumnus | Pabellón Príncipe Felipe, San Javier |  |
|                            | Tigina 3' 33'             |           |             |                                      |  |

| 18 de abril de 2019, 18:00 | Jimbee Roldán FSF                                                                                           | 9:1 (5:0) | Poznan    | Pabellón Príncipe Felipe, San Javier |  |
|                            | Alba Gandía 3' 9' · Clara Rodríguez 5' · Miriam Ruiz 16' 24' · Beth Carrasco 20' 26' 34' · Sara Navalón 37' |           | Dabek 36' |                                      |  |

## Fase final

### 7 y 8 puesto
| 19 de abril de 2019, 10:00 | TPP Rotterdam                                                            | 4:0 (3:0) | Poznan | Pabellón Príncipe Felipe, San Javier |  |
|                            | Felicia Farhad 2' · Nikki de Roest 5' · Shayenne Ledes 6' · Vivienne 30' | Reporte   |        |                                      |  |

### 5 y 6 puesto
| 19 de abril de 2019, 12:00 | Inter Media Service                                            | 4:3 (3:0) | MNK Alumnus                                    | Pabellón Príncipe Felipe, San Javier |  |
|                            | Klipachenko 6' · Dubytska 12' · Ibavzeniuk 14' · Sydorenko 21' | Reporte   | Helenna Herigonja 27' 38' · Petra Bracevic 29' |                                      |  |

### 3 y 4 puesto
| 19 de abril de 2019, 16:00 | SL Benfica                   | 2-0 (1:0) | FS Aurora San Petersburgo | Pabellón Príncipe Felipe, San Javier |  |
|                            | Fifó 19' · Inês Fernandes40' | Reporte   |                           |                                      |  |

### Final
| 1           | Bandera de Italia   | Angelica Dibiase |  |
| 2           | Bandera de Brasil   | Debora Vanin     |  |
| 5           | Bandera de Brasil   | Monica Fernanda  |  |
| 9           | Bandera de Portugal | Sofia Vieira     |  |
| 10          | Bandera de España   | Nona             |  |
| Entrenador: | Entrenador:         | Riccardo Russo   |  |

| 15          | Bandera de España | Ana Etayo         |  |
| 5           | Bandera de España | Miriam Ruiz       |  |
| 8           | Bandera de España | Mayte Mateo       |  |
| 11          | Bandera de España | Alba Gandía       |  |
| 18          | Bandera de España | Consuelo Campoy   |  |
| Entrenador: | Entrenador:       | Joaquín Peñaranda |  |

| 3  | Bandera de España | Carmen Delia        |  |
| 8  | Bandera de Brasil | Adrieli Bertè       |  |
| 12 | Bandera de Brasil | Filomena Montenegro |  |
| 13 | Bandera de Brasil | Caroline Coruja     |  |
| 19 | Bandera de Italia | Antonella Plevano   |  |
| 21 | Bandera de Italia | Teresa Sangiovanni  |  |
| 22 | Bandera de Italia | Laura Brugnoni      |  |
| 27 | Bandera de Italia | Federica Belli      |  |

| 1  | Bandera de España | Almudena Pagán  |  |
| 4  | Bandera de España | Beth Carrasco   |  |
| 7  | Bandera de España | Tere Salmerón   |  |
| 10 | Bandera de España | Andrea Marín    |  |
| 13 | Bandera de España | Coke López      |  |
| 14 | Bandera de España | Clara Rodríguez |  |
| 20 | Bandera de España | Ángela Górriz   |  |
| 22 | Bandera de España | Claudia Terrés  |  |

| Anotado | 4'  | Debora Vanin | 1-0 |
| Anotado | 39' | Debora Vanin | 2-4 |

| Anotado | 15' | Mayte Mateo     | 1-1 |
| Anotado | 17' | Sara Navalón    | 1-2 |
| Anotado | 22' | Consuelo Campoy | 1-3 |
| Anotado | 36' | Mayte Mateo     | 1-4 |
| Anotado | 40' | Mayte Mateo     | 2-5 |

| Amonestado | 35' | Debora Vanin |  |

| Amonestado | 29' | Ángela Górriz |  |

| 1           | Bandera de Italia   | Angelica Dibiase |  |
| 2           | Bandera de Brasil   | Debora Vanin     |  |
| 5           | Bandera de Brasil   | Monica Fernanda  |  |
| 9           | Bandera de Portugal | Sofia Vieira     |  |
| 10          | Bandera de España   | Nona             |  |
| Entrenador: | Entrenador:         | Riccardo Russo   |  |

| 15          | Bandera de España | Ana Etayo         |  |
| 5           | Bandera de España | Miriam Ruiz       |  |
| 8           | Bandera de España | Mayte Mateo       |  |
| 11          | Bandera de España | Alba Gandía       |  |
| 18          | Bandera de España | Consuelo Campoy   |  |
| Entrenador: | Entrenador:       | Joaquín Peñaranda |  |

| 3  | Bandera de España | Carmen Delia        |  |
| 8  | Bandera de Brasil | Adrieli Bertè       |  |
| 12 | Bandera de Brasil | Filomena Montenegro |  |
| 13 | Bandera de Brasil | Caroline Coruja     |  |
| 19 | Bandera de Italia | Antonella Plevano   |  |
| 21 | Bandera de Italia | Teresa Sangiovanni  |  |
| 22 | Bandera de Italia | Laura Brugnoni      |  |
| 27 | Bandera de Italia | Federica Belli      |  |

| 1  | Bandera de España | Almudena Pagán  |  |
| 4  | Bandera de España | Beth Carrasco   |  |
| 7  | Bandera de España | Tere Salmerón   |  |
| 10 | Bandera de España | Andrea Marín    |  |
| 13 | Bandera de España | Coke López      |  |
| 14 | Bandera de España | Clara Rodríguez |  |
| 20 | Bandera de España | Ángela Górriz   |  |
| 22 | Bandera de España | Claudia Terrés  |  |

| Anotado | 4'  | Debora Vanin | 1-0 |
| Anotado | 39' | Debora Vanin | 2-4 |

| Anotado | 15' | Mayte Mateo     | 1-1 |
| Anotado | 17' | Sara Navalón    | 1-2 |
| Anotado | 22' | Consuelo Campoy | 1-3 |
| Anotado | 36' | Mayte Mateo     | 1-4 |
| Anotado | 40' | Mayte Mateo     | 2-5 |

| Amonestado | 35' | Debora Vanin |  |

| Amonestado | 29' | Ángela Górriz |  |

| 1           | Bandera de Italia   | Angelica Dibiase |  |
| 2           | Bandera de Brasil   | Debora Vanin     |  |
| 5           | Bandera de Brasil   | Monica Fernanda  |  |
| 9           | Bandera de Portugal | Sofia Vieira     |  |
| 10          | Bandera de España   | Nona             |  |
| Entrenador: | Entrenador:         | Riccardo Russo   |  |

| 15          | Bandera de España | Ana Etayo         |  |
| 5           | Bandera de España | Miriam Ruiz       |  |
| 8           | Bandera de España | Mayte Mateo       |  |
| 11          | Bandera de España | Alba Gandía       |  |
| 18          | Bandera de España | Consuelo Campoy   |  |
| Entrenador: | Entrenador:       | Joaquín Peñaranda |  |

| 3  | Bandera de España | Carmen Delia        |  |
| 8  | Bandera de Brasil | Adrieli Bertè       |  |
| 12 | Bandera de Brasil | Filomena Montenegro |  |
| 13 | Bandera de Brasil | Caroline Coruja     |  |
| 19 | Bandera de Italia | Antonella Plevano   |  |
| 21 | Bandera de Italia | Teresa Sangiovanni  |  |
| 22 | Bandera de Italia | Laura Brugnoni      |  |
| 27 | Bandera de Italia | Federica Belli      |  |

| 1  | Bandera de España | Almudena Pagán  |  |
| 4  | Bandera de España | Beth Carrasco   |  |
| 7  | Bandera de España | Tere Salmerón   |  |
| 10 | Bandera de España | Andrea Marín    |  |
| 13 | Bandera de España | Coke López      |  |
| 14 | Bandera de España | Clara Rodríguez |  |
| 20 | Bandera de España | Ángela Górriz   |  |
| 22 | Bandera de España | Claudia Terrés  |  |

| Anotado | 4'  | Debora Vanin | 1-0 |
| Anotado | 39' | Debora Vanin | 2-4 |

| Anotado | 15' | Mayte Mateo     | 1-1 |
| Anotado | 17' | Sara Navalón    | 1-2 |
| Anotado | 22' | Consuelo Campoy | 1-3 |
| Anotado | 36' | Mayte Mateo     | 1-4 |
| Anotado | 40' | Mayte Mateo     | 2-5 |

| Amonestado | 35' | Debora Vanin |  |

| Amonestado | 29' | Ángela Górriz |  |

| 1           | Bandera de Italia   | Angelica Dibiase |  |
| 2           | Bandera de Brasil   | Debora Vanin     |  |
| 5           | Bandera de Brasil   | Monica Fernanda  |  |
| 9           | Bandera de Portugal | Sofia Vieira     |  |
| 10          | Bandera de España   | Nona             |  |
| Entrenador: | Entrenador:         | Riccardo Russo   |  |

| 15          | Bandera de España | Ana Etayo         |  |
| 5           | Bandera de España | Miriam Ruiz       |  |
| 8           | Bandera de España | Mayte Mateo       |  |
| 11          | Bandera de España | Alba Gandía       |  |
| 18          | Bandera de España | Consuelo Campoy   |  |
| Entrenador: | Entrenador:       | Joaquín Peñaranda |  |

| 3  | Bandera de España | Carmen Delia        |  |
| 8  | Bandera de Brasil | Adrieli Bertè       |  |
| 12 | Bandera de Brasil | Filomena Montenegro |  |
| 13 | Bandera de Brasil | Caroline Coruja     |  |
| 19 | Bandera de Italia | Antonella Plevano   |  |
| 21 | Bandera de Italia | Teresa Sangiovanni  |  |
| 22 | Bandera de Italia | Laura Brugnoni      |  |
| 27 | Bandera de Italia | Federica Belli      |  |

| 1  | Bandera de España | Almudena Pagán  |  |
| 4  | Bandera de España | Beth Carrasco   |  |
| 7  | Bandera de España | Tere Salmerón   |  |
| 10 | Bandera de España | Andrea Marín    |  |
| 13 | Bandera de España | Coke López      |  |
| 14 | Bandera de España | Clara Rodríguez |  |
| 20 | Bandera de España | Ángela Górriz   |  |
| 22 | Bandera de España | Claudia Terrés  |  |

| Anotado | 4'  | Debora Vanin | 1-0 |
| Anotado | 39' | Debora Vanin | 2-4 |

| Anotado | 15' | Mayte Mateo     | 1-1 |
| Anotado | 17' | Sara Navalón    | 1-2 |
| Anotado | 22' | Consuelo Campoy | 1-3 |
| Anotado | 36' | Mayte Mateo     | 1-4 |
| Anotado | 40' | Mayte Mateo     | 2-5 |

| Amonestado | 35' | Debora Vanin |  |

| Amonestado | 29' | Ángela Górriz |  |

| España                           |
| Campeón Jimbee Roldán 1.º título |

## Clasificación
| Puesto | Equipo                    |
| ------ | ------------------------- |
| 1      | Jimbee Roldán FSF         |
| 2      | Kick Off                  |
| 3      | SL Benfica                |
| 4      | FS Aurora San Petersburgo |
| 5      | Inter Media Service       |
| 6      | MNK Alumnus               |
| 7      | TPP Rotterdam             |
| 8      | AZS UAM Poznan            |

## Premios individuales
| Premio           | Jugador     | Equipo        |
| ---------------- | ----------- | ------------- |
| Máxima goleadora | -           | -             |
| Mejor portera    | -           | -             |
| Mejor jugadora   | Mayte Mateo | Jimbee Roldán |